# Olivera Jurisic
Olivera Jurisic (* 8. September 1989 in Horsens, Dänemark) ist eine ehemalige dänische Handballspielerin, die dem Kader der dänischen Nationalmannschaft angehörte.

## Karriere

### Im Verein
Jurisic begann das Handballspielen beim Horsens HK und wechselte später in den Jugendbereich von Viborg HK. Im Jugendbereich gewann sie mit Viborg im Jahr 2008 die dänische Meisterschaft. Weiterhin erhielt die Rückraumspielerin auch erste Spielanteile in der Erstligamannschaft von Viborg, mit der sie 2017 den dänischen Pokal gewann. In der Spielzeit 2008/09 lief sie auf Leihbasis für den dänischen Zweitligisten Skive fH auf. Im Sommer 2009 kehrte sie zum Horsens HK zurück. Nachdem Horsens HK am Saisonende 2009/10 abgestiegen war, schloss sie sich dem Erstligisten FIF an. Jurisic kehrte im Sommer 2013 zum Verein Skive fH zurück, der zwischenzeitig in die höchste dänische Spielklasse aufgestiegen war. Im Jahr 2015 schloss sich Jurisic dem französischen Erstligisten Toulon Saint-Cyr Var Handball, für den sie vier Spielzeiten auflief.

### In Auswahlmannschaften
Jurisic bestritt am 26. und 27. November 2010 ihre ersten beiden Länderspiele für die dänische Auswahl. Nachdem Jurisic anschließend nicht mehr für die Nationalmannschaft nominiert wurde, stand sie in den Jahren 2014 und 2015 noch in sieben weiteren Länderspielen auf dem Spielfeld.